# Narentorn Rasee
Narentorn Rasee (thailändisch นเรนทร ราศรี, * 15. Februar 1979) ist ein ehemaliger thailändischer Fußballspieler.

## Karriere
Narentorn Rasee stand von 2013 bis 2015 bei Ratchaburi Mitr Phol unter Vertrag. Wo er vorher gespielt hat, ist unbekannt. Der Verein aus Ratchaburi spielte in der höchsten thailändischen Liga, der Thai Premier League. Die Saison 2015 wurde er an den Nakhon Pathom United FC ausgeliehen. Mit dem Verein aus Nakhon Pathom spielte er in der zweiten Liga, der Thai Premier League Division 1. Für Ratchaburi absolvierte er fünf Erstligaspiele.
Am 1. Januar 2016 beendete er seine Karriere als Fußballspieler.